# كارولينا كوستنر
كارولينا كوستنر (ولدت في 8 فبراير 1987) لاعبة تزلج على الجليد إيطالية فازت بالميدالية البرونزية الأولمبية لعام 2014 ، وبطلة العالم لعام 2012 ، وبطلة أوروبية خمس مرات (2007-2008 ، 2010 ، 2012-2013) ، وبطل نهائي سباق الجائزة الكبرى لعام 2011. وهي أيضًا حاصلة على ميداليات في خمس بطولات عالمية أخرى (2005 ، 2008 ، 2011 ، 2013-14) ، وست بطولات أوروبية أخرى (2006، 2009، 2011، 2014، 2017، 2018) وثلاث نهائيات أخرى للجائزة الكبرى (2007 ، 2008) ، 2010) ، الحاصل على الميدالية البرونزية العالمية للناشئين لعام 2003 ، وبطلة وطنية إيطالية تسع مرات. فازت كوستنر بـ 11 ميدالية في البطولات الأوروبية كان آخرها عام 2018، لتعتبر المتزلجة الفردية الأكثر تتويجًا في تاريخ المسابقة.

## روابط خارجية
- Official website
- كارولينا كوستنر في الاتحاد الدولي للتزلج
- كارولينا كوستنر  على موقع اللجنة الأولمبية الدولية
- كارولينا كوستنر في اللجنة الأولمبية الوطنية الإيطالية